# پیتر پلاتزر
پیتر پلاتزر (انگلیسی: Peter Platzer; ۲۹ مهٔ ۱۹۱۰ – ۱۳ دسامبر ۱۹۵۹) بازیکن فوتبال اهل اتریش بود.
از باشگاه‌هایی که در آن بازی کرده‌است می‌توان به باشگاه فوتبال آدمیرا واکر مودلینگ اشاره کرد.
وی همچنین در تیم‌های ملی فوتبال اتریش و آلمان بازی کرده‌است.